# Expedición 35
La Expedición 35 fue la 35ª estancia de larga duración en la Estación Espacial Internacional, la misma tuvo una duración de 146 días y fue la primera que contó con un comandante canadiense.

## Tripulación
| Posición             | Primera parte (Marzo de 2013)                 | Segunda parte (Marzo de 2013 a mayo de 2013)     |
| -------------------- | --------------------------------------------- | ------------------------------------------------ |
| Comandante           | Chris Hadfield, CSA Tercer vuelo espacial     | Chris Hadfield, CSA Tercer vuelo espacial        |
| Ingeniero de vuelo 1 | Thomas Marshburn, NASA Segundo vuelo espacial | Thomas Marshburn, NASA Segundo vuelo espacial    |
| Ingeniero de vuelo 2 | Roman Romanenko, RSA Segundo vuelo espacial   | Roman Romanenko, RSA Segundo vuelo espacial      |
| Ingeniero de vuelo 3 |                                               | Christopher Cassidy, NASA Segundo vuelo espacial |
| Ingeniero de vuelo 4 |                                               | Pavel Vinogradov, RSA Cuarto vuelo espacial      |
| Ingeniero de vuelo 5 |                                               | Aleksandr Misurkin, RSA Primer vuelo espacial    |

FuenteNASA